# Sinh Long
Sinh Long là một xã thuộc huyện Na Hang, tỉnh Tuyên Quang, Việt Nam.
Xã Sinh Long có diện tích 106,53 km², dân số năm 2006 là 2.052 người, mật độ dân số đạt 19 người/km².